# Glyphomerus isosomatis
Glyphomerus isosomatis är en stekelart som beskrevs av Zerova och Seryogina 1999. Glyphomerus isosomatis ingår i släktet Glyphomerus och familjen gallglanssteklar.
Artens utbredningsområde är Ukraina. Inga underarter finns listade i Catalogue of Life.